# Praktkalot
Praktkalot (Calotes versicolor) är en ödla som tillhör familjen agamer. Den kallas ibland på engelska för "the bloodsucker" eller "bloodsucker lizard", som betyder "blodsugaren" eller "den blodsugande ödlan", på grund av att hanarna får en intensiv röd färg på strupen och omkring munnen under fortplantningsperioden.

## Kännetecken
Praktkaloten har en längd på 30 till 35 centimeter. Färgen varierar, grundfärgen är oftast brunaktig till olivgrönaktig med mer eller mindre utbredda röda, gulaktiga eller svarta inslag. Längs ryggen har den en rad med taggar och svansen är lång och avsmalnande. Honorna är mer diskret färgade än hanarna.

## Utbredning
Praktkaloten förekommer naturligt i södra och sydöstra Asien. Den är i de flesta delar av sitt utbredningsområde en vanlig art och inte listad som hotad. Den är anpassningsbar och kan hittas i många olika habitat, även i sådana områden som är påverkade av människan, såsom jordbruksområden och trädgårdar.

## Levnadssätt
Praktkalotens huvudsakliga föda består av insekter och andra små ryggradslösa djur.